# Tonga na Letních olympijských hrách 1996
Tongu na Letních olympijských hrách 1996 v Atlantě reprezentovalo 5 sportovců z toho 4 muži a 1 žena. Reprezentanti vybojovali 1 medaili, a to stříbrnou.

## Medailisté
| Medaile | Jméno          | Sport | Disciplína     |
| ------- | -------------- | ----- | -------------- |
| Stříbro | Paea Wolfgramm | Box   | muži nad 91 kg |